# Campionat de la CONCACAF de 1963
El campionat de la CONCACAF de 1963 va ser la primera edició del campionat de la CONCACAF, el campionat de futbol de seleccions d'Amèrica del Nord i Central (CONCACAF). El torneig va tenir lloc entre el 23 de març i el 7 d'abril de 1963, i hi van participar nou equips.
El torneig es va disputar al Salvador, a les ciutats de San Salvador i Santa Ana. Els nou equips van ser dividits en dos grups de quatre i cinc equips, i els dos primers de cada grup passaven al grup final, on jugaven tots contra tots. El torneig va ser guanyat per Costa Rica, que va guanyar als amfitrions El Salvador per 1 a 4 en el partir decisiu.

## Estadis
| San Salvador                   | Santa Ana            |
| Estadi Jorge "Mágico" González | Estadi Oscar Quiteño |
| Capacitat: 35,000              | Capacitat: 15,000    |
| Estadi Cuscatlán               |                      |

## Torneig
Font:

### Primera ronda

#### Grup A
| Pos. | Equip       | Pts | PJ | PG | PE | PP | GF | GC | DG  |
| ---- | ----------- | --- | -- | -- | -- | -- | -- | -- | --- |
| 1    | Hondures    | 7   | 4  | 3  | 1  | 0  | 6  | 3  | 3   |
| 2    | El Salvador | 5   | 4  | 1  | 3  | 0  | 10 | 5  | 5   |
| 3    | Panamà      | 4   | 4  | 1  | 2  | 1  | 8  | 4  | 4   |
| 4    | Guatemala   | 4   | 4  | 1  | 2  | 1  | 7  | 6  | 1   |
| 5    | Nicaragua   | 0   | 4  | 0  | 0  | 4  | 2  | 15 | -13 |

| El Salvador | 1 – 1 | Panamà |
| ----------- | ----- | ------ |
|             |       |        |

 San Salvador, El Salvador
| Hondures | 2 – 1 | Guatemala |
| -------- | ----- | --------- |
|          |       |           |

 San Salvador, El Salvador
| El Salvador | 6 – 1 | Nicaragua |
| ----------- | ----- | --------- |
|             |       |           |

 San Salvador, El Salvador
| Panamà | 2 – 2 | Guatemala |
| ------ | ----- | --------- |
|        |       |           |

 San Salvador, El Salvador
| Guatemala | 3 – 1 | Nicaragua |
| --------- | ----- | --------- |
|           |       |           |

 San Salvador, El Salvador
| Hondures | 1 – 0 | Panamà |
| -------- | ----- | ------ |
|          |       |        |

 San Salvador, El Salvador
| El Salvador | 1 – 1 | Guatemala |
| ----------- | ----- | --------- |
|             |       |           |

 San Salvador, El Salvador
| Hondures | 1 – 0 | Nicaragua |
| -------- | ----- | --------- |
|          |       |           |

 San Salvador, El Salvador
| El Salvador | 2 – 2 | Hondures |
| ----------- | ----- | -------- |
|             |       |          |

 San Salvador, El Salvador
| Panamà | 5 – 0 | Nicaragua |
| ------ | ----- | --------- |
|        |       |           |

 San Salvador, El Salvador

#### Grup B
| Pos. | Equip                 | Pts | PJ | PG | PE | PP | GF | GC | DG  |
| ---- | --------------------- | --- | -- | -- | -- | -- | -- | -- | --- |
| 1    | Costa Rica            | 5   | 3  | 2  | 1  | 0  | 7  | 0  | 7   |
| 2    | Antilles Neerlandeses | 4   | 3  | 2  | 0  | 1  | 4  | 3  | 1   |
| 3    | Mèxic                 | 3   | 3  | 1  | 1  | 1  | 9  | 2  | 7   |
| 4    | Jamaica               | 0   | 3  | 0  | 0  | 3  | 1  | 16 | -15 |

| Costa Rica | 6 – 0 | Jamaica |
| ---------- | ----- | ------- |
|            |       |         |

 Santa Ana, El Salvador
| Antilles Neerlandeses | 2 – 1 | Mèxic |
| --------------------- | ----- | ----- |
|                       |       |       |

 Santa Ana, El Salvador
| Costa Rica | 1 – 0 | Antilles Neerlandeses |
| ---------- | ----- | --------------------- |
|            |       |                       |

 Santa Ana, El Salvador
| Mèxic | 8 – 0 | Jamaica |
| ----- | ----- | ------- |
|       |       |         |

 Santa Ana, El Salvador
| Costa Rica | 0 – 0 | Mèxic |
| ---------- | ----- | ----- |
|            |       |       |

 Santa Ana, El Salvador
| Antilles Neerlandeses | 2 – 1 | Jamaica |
| --------------------- | ----- | ------- |
|                       |       |         |

 Santa Ana, El Salvador

### Ronda final
| Pos. | Equip                 | Pts | PJ | PG | PE | PP | GF | GC | DG |
| ---- | --------------------- | --- | -- | -- | -- | -- | -- | -- | -- |
| 1    | Costa Rica            | 6   | 3  | 3  | 0  | 0  | 7  | 2  | 5  |
| 2    | El Salvador           | 4   | 3  | 2  | 0  | 1  | 7  | 6  | 1  |
| 3    | Antilles Neerlandeses | 2   | 3  | 1  | 0  | 2  | 6  | 5  | 1  |
| 4    | Hondures              | 0   | 3  | 0  | 0  | 3  | 2  | 9  | -7 |

| Costa Rica | 1 – 0 | Antilles Neerlandeses |
| ---------- | ----- | --------------------- |
|            |       |                       |

 San Salvador, El Salvador
| El Salvador | 3 – 0 | Hondures |
| ----------- | ----- | -------- |
|             |       |          |

 San Salvador, El Salvador
| Costa Rica | 2 – 1 | Hondures |
| ---------- | ----- | -------- |
|            |       |          |

 San Salvador, El Salvador
| El Salvador | 3 – 2 | Antilles Neerlandeses |
| ----------- | ----- | --------------------- |
|             |       |                       |

 San Salvador, El Salvador
| El Salvador | 1 – 4 | Costa Rica |
| ----------- | ----- | ---------- |
|             |       |            |

 San Salvador, El Salvador
| Antilles Neerlandeses | 4 – 1 | Hondures |
| --------------------- | ----- | -------- |
|                       |       |          |

 San Salvador, El Salvador
| Campionat de la CONCACAF de 1963 |
| -------------------------------- |
| Costa Rica Primer títol          |